# Hans-Jörg Schulz
Hans-Jörg Schulz ist ein ehemaliger deutscher Basketballspieler.

## Werdegang
Schulz gehörte von 1987 bis 1989 der Bundesliga-Mannschaft von Bayer 04 Leverkusen an und bestritt 35 Einsätze in der höchsten deutschen Spielklasse. Schulz erzielte insgesamt 72 Punkte, was einem Durchschnitt von 2,1 je Begegnung entspricht. Im Europapokal der Pokalsieger erreichte er mit Leverkusen unter Trainer Jim Kelly 1988 das Halbfinale. Im Hinspiel gegen Joventut de Badalona blieb Schulz ohne Punkte, im Rückspiel erzielte er fünf. Er verpasste mit der Mannschaft den Einzug ins Endspiel.